# Zwiastun
Zwiastun – zapowiedź wydarzenia, oznaka, prognostyk, omen. Także osoba przynosząca nowiny, wieści o czymś, co ma nastąpić.
W teologii – anioł, posłaniec.
W medycynie – objaw zapowiadający chorobę, czyli prodrom.
W kinie i telewizji – forma zapowiedzi filmu lub programu telewizyjnego:
- Zwiastun artykułu/tekstu – skrócona część długiego artykułu. Rodzaj wstępu lub streszczenia, opisującego cały artykuł/news.
- Zwiastun filmu – krótki film zmontowany z fragmentów filmu fabularnego (najciekawszych, najdynamiczniejszych czy najzabawniejszych), będący jego zapowiedzią i jednocześnie reklamówką. Zwiastun z reguły jest wyświetlany w kinach, rzadziej w telewizji. W żargonie filmowców zwiastun nazywany jest też z niemieckiego: forszpan (niem. Vorspann) lub z angielskiego: trejler (ang. trailer), w potocznym żargonie także (z ros.) zajawka.
- Zwiastun telewizyjny – zapowiedź programu, kilkudziesięciosekundowy skrót, najczęściej z elementami oprawy graficznej charakterystycznej dla danej stacji. Nadawany zazwyczaj razem z blokiem reklam.
- Zwiastun serialu (tzw. pilot serialu) – pierwszy, próbny odcinek, wprowadzający widzów w tematykę i charakter serialu telewizyjnego. Emisja zwiastuna jest podstawą do przeprowadzenia badań telemetrycznych, które mogą wpłynąć na emisję dalszych odcinków lub zaniechanie takich planów.

Wyróżniany jest również zwiastun gry komputerowej – krótki film zmontowany z tych fragmentów rozgrywki, w których najważniejsza jest akcja gry bądź jej fabuła.